# Jurij Jakovenko
Jurij Pavlovyč Jakovenko (in ucraino Юрій Павлович Яковенко?; Montbéliard, 3 settembre 1993) è un ex calciatore ucraino, di ruolo attaccante.

## Biografia
È figlio di Pavlo Jakovenko, ex calciatore e allenatore, e fratello di Oleksandr Jakovenko, anch'esso calciatore.

## Carriera

### Club
Ha giocato nella massima serie dei campionati ucraino, francese, cipriota e danese.

### Nazionale
Ha giocato numerose partite nelle nazionali giovanili ucraine, fino all'Under-21.